# Ze'ev Šerf
Ze'ev Šerf (hebrejsky: זאב שרף, narozen 21. dubna 1906 – 18. dubna, 1984) byl izraelský politik, který v 60. a 70. letech zastával několik ministerských postů, včetně ministra financí a ministra průmyslu a obchodu.

## Biografie
Šerf se narodil v Černovicích v Rakousko-Uhersku (dnešní Ukrajina). Aliju do mandátní Palestiny podnikl v roce 1925. Byl členem mládežnického hnutí Po'alej Cijon a zakladatelem hnutí „Socialistická mládež“.
Během druhé světové války byl členem velení Hagany a po válce pracoval dva roky pro Židovskou agenturu. V roce 1947 byl jmenován tajemníkem situační komise, která pomáhala vytvářet administrativní aparát nového státu. Po vyhlášení nezávislosti byl až do roku 1957 tajemníkem vlády.
Ve volbách v roce 1965 se stal poslancem Knesetu za stranu Ma'arach. V listopadu 1966 byl jmenován ministrem průmyslu a obchodu a v srpnu 1968 se stal ministrem financí. Obě funkce zastával až do parlamentních voleb v roce 1969, po nichž se stal ministrem bydlení. Ve volbách v roce 1973 již do Knesetu zvolen nebyl, a ztratil tak svůj post v izraelské vládě.